# Drahouš
Drahouš (německy Drahuschen) je obec v okrese Rakovník ve Středočeském kraji. Žije zde 78 obyvatel. Ve vzdálenosti leží osmnáct kilometrů východně Rakovník, 28 kilometrů severně Žatec a 37 kilometrů jižně Plzeň.

## Název
Název je pravděpodobně odvozen od staročeského osobního jména Drahúš.

## Historie
První písemná zmínka o vesnici Drahouš pochází z roku 1404 (censum in Drahuss).
V obci Drahouš (německy Drahuschen, přísl. Smrk, Svatý Hubert, 240 obyvatel) byly v roce 1932 evidovány tyto živnosti a obchody: elektrárenské družstvo (Elektrizitätsgenossenschft für Drahuschen), 2 hostince, obchod se smíšeným zbožím, velkostatek Czernin, 8 rolníků, mlýn, 2 kováři, 2 trafiky.

## Přírodní poměry
Na severozápadním okraji obce Drahouš u silnice, vedoucí do Jesenice, leží opuštěný žulový lom, který je od roku 1995 zaregistrován jako jeden z významných krajinných prvků okresu Rakovník. Lom je dlouhý zhruba 50 m, výška lomové stěny dosahuje 20 metrů. Co se týče flóry, nad stěnou lomu jsou rozšířena teplomilná společenstva rostlin, jako je krvavec menší, mochna písečná, hvozdík kartouzek, devaterník dvoubarvý, vřes obecný, pelyněk pravý, štírovník růžkatý, tolita lékařská a čistec přímý. Pozoruhodný je výskyt motýlů – na lokalitě jich bylo zjištěno celkem 133 druhů.

## Obyvatelstvo
Při sčítání lidu v roce 1921 zde žilo 153 obyvatel (z toho 72 mužů), z nichž byli tři Čechoslováci a 150 Němců. Všichni se hlásili k římskokatolické církvi. Podle sčítání lidu z roku 1930 měla vesnice 181 obyvatel: dva Čechoslováky a 179 Němců. I tentokrát všichni byli římskými katolíky.
| Rok            | 1869 | 1880 | 1890 | 1900 | 1910 | 1921 | 1930 | 1950 | 1961 | 1970 | 1980 | 1991 | 2001 | 2011 | 2021 |
| -------------- | ---- | ---- | ---- | ---- | ---- | ---- | ---- | ---- | ---- | ---- | ---- | ---- | ---- | ---- | ---- |
| Počet obyvatel | 365  | 346  | 296  | 279  | 288  | 274  | 311  | 207  | 135  | 136  | 125  | 86   | 63   | 64   | 62   |
| Počet domů     | 55   | 57   | 58   | 61   | 61   | 63   | 68   | 57   | 45   | 39   | 37   | 41   | 47   | 50   | 52   |

## Obecní správa

### Územněsprávní začlenění
Dějiny územněsprávního začleňování zahrnují období od roku 1850 do současnosti. V chronologickém přehledu je uvedena územně administrativní příslušnost obce v roce, kdy ke změně došlo:
- 1850 země česká, kraj Cheb, politický okres Žatec, soudní okres Jesenice[11]
- 1855 země česká, kraj Žatec, soudní okres Jesenice
- 1868 země česká, politický okres Podbořany, soudní okres Jesenice
- 1939 Sudetenland, vládní obvod Karlovy Vary, politický okres Podbořany, soudní okres Jesenice[12]
- 1945 země česká, správní okres Podbořany, soudní okres Jesenice[13]
- 1949 Karlovarský kraj, okres Podbořany[14]
- 1960 Středočeský kraj, okres Rakovník
- k 1. lednu 1976 Středočeský kraj, okres Rakovník, město Jesenice[15]
- k 1. lednu 1993 Středočeský kraj, okres Rakovník[15]
- 2003 Středočeský kraj, obec s rozšířenou působností Rakovník

### Části obce
Obec Drahouš se skládá ze tří částí na dvou katastrálních územích:
- Drahouš (i název k. ú.)
- Svatý Hubert (leží v k. ú. Drahouš)
- Tlestky (i název k. ú.)

### Obecní symboly
Znak a vlajka byly obci uděleny rozhodnutím předsedy Poslanecké sněmovny Parlamentu České republiky dne 15. dubna 2010.

## Doprava
Dopravní síť
- Pozemní komunikace – Do obce vede silnice III. třídy. Místní část Tlestky protíná silnice I/27 Plzeň – Kralovice – Tlestky – Žatec – Most.
- Železnice – Železniční trať ani stanice na území obce nejsou. Nejbližší železniční stanicí je Jesenice ve vzdálenosti 1,5 kilometru ležící na trati Rakovník – Bečov nad Teplou.

Veřejná doprava 2011
- Autobusová doprava – V obci měla zastávku autobusová linka Čistá–Jesenice (v pracovních dnech 4 spoje) (dopravce Václav Lexa - LEXTRANS). O víkendu byla obec bez dopravní obsluhy.

## Pamětihodnosti
- Hradiště u Smrku, tvrziště po zaniklé tvrzi ze třináctého až patnáctého století[17]
- Kaple svatého Jana Nepomuckého na návsi
- přírodní památka Prameny Javornice v k. ú. obce

Při žluté turistické značce z Jesenice ke Svatému Hubertu je 2,5 kilometru dlouhá oboustranná alej chráněných jírovců maďalů. Na vrcholu cesty před hájovnou a dvorem Plaveč se nachází torzo kaple. V současné době probíhá její obnova. Od kaple pěkný výhled.